# 덕두초등학교
덕두초등학교는 대한민국 부산광역시 강서구에 있는 공립 초등학교이다.

## 학교 연혁
- 1945년 10월 31일: 덕두분교 설립
- 1948년 3월 25일 덕두공립국민학교 개교(현 강서브라이트센터)
- 1996년 3월 1일 덕두초등학교로 개칭
- 2007년 3월 1일 신축 교사로 이전
- 2028년 3월 25일 개교 80주년

## 참고 자료
- 덕두초등학교 - 한국교육학술정보원 학교알리미